# Gansu Tianma
Gansu Tianma (simplificado en chino: 甘肃 天马) fue un equipo de fútbol con sede en Lanzhou, provincia de Gansu, en la República Popular de China, que jugó en la Asociación China de Fútbol Liga Jia.
Fundada el 18 de diciembre de 1999 [1], el club no conseguía el ascenso de la Asociación China de Fútbol Liga Yi. En 2001, sin embargo, el club compró una posición en la Liga Jia Lifei de Tianjin.
El ex internacional inglés Paul Gascoigne jugó cuatro partidos para ellos el año 2003, marcando dos goles, antes de regresar a Inglaterra tras una discusión con el club.
Gansu Tianma cambió su nombre a Ningbo Yaoma (chino simplificado: 宁波 耀 马) en 2003.
Gansu Tianma fue relegado a la Liga de Yi en 2004 y vendida a Dongguan Dongcheng, que se trasladó a Liga de Primera División de Hong Kong.

## Cambios de nombre
- 1999-2001: Gansu Tianma 甘肃天马
- 2001: Lanzhou Huanghe 兰州黄河
- 2002: Gansu Nongken甘肃农垦
- 2003: Ningbo Yaoma 宁波耀马
- 2004: Lanwa FC